# Emile Schüttenhelm

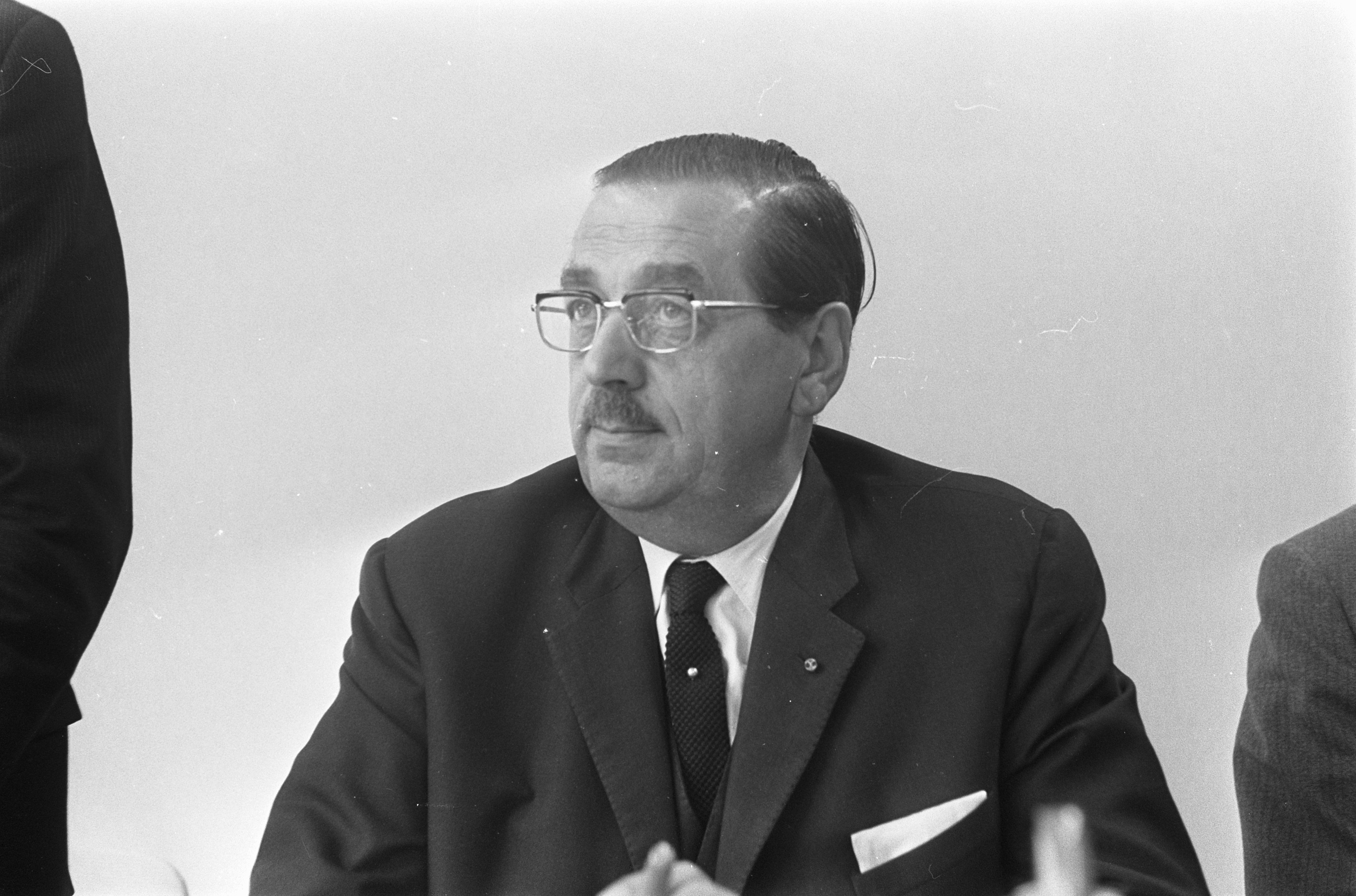
Emile Schüttenhelm in 1968

Emile Schüttenhelm (Den Haag, 23 november 1909 - Amsterdam, 23 april 2003) was een Nederlandse omroepbestuurder. Hij stond in Hilversum bekend als Oom Emile.
Schüttenhelm was vanaf 1 november 1959 de eerste voorzitter van de NTS. Vanaf 29 mei 1969 tot 1975 was hij de eerste voorzitter van de NOS. Hij nam onder meer het initiatief voor de aanleg van het Omroepkwartier in Hilversum (nu Media Park), voor de totstandkoming van de stichting Kijk- en Luisteronderzoek (KLO) en was een van de oprichters van het Omroepmuseum, nu Nederlands Instituut voor Beeld en Geluid in Hilversum. Onder zijn voorzitterschap werd kleurentelevisie in Nederland geïntroduceerd en ontstond het tweede televisienet, nu bekend als NPO 2.
Schüttenhelm begon zijn omroepcarrière in het kantoorpand Villa Rust Wat, Koningslaan 12 in de wijk Het Spiegel in Bussum. Nadat de televisie was verhuisd naar Hilversum, werd Villa Rust Wat zijn woning.